# Nokia 1611
El Nokia 1611 fue el primer teléfono móvil del mundo alimentado por energía solar. Esto se pudo lograr utilizando una batería alimentada por energía solar como una de las opciones de batería. Fue anunciado en enero de 1997.